# Kerstin Cattus
Kerstin Cattus (ur. 30 lipca 1961) – niemiecka lekkoatletka specjalizująca się w długich biegach sprinterskich. W czasie swojej kariery reprezentowała Niemiecką Republikę Demokratyczną.
Największy sukces w karierze odniosła w 1979 r. podczas rozegranych w Bydgoszczy mistrzostw Europy juniorek, zdobywając złoty medal w biegu sztafetowym 4 x 400 metrów.